# インキャット
インキャット（INCAT）はオーストラリアのタスマニア州ホバートに本社を置く造船会社で、主に高速双胴船を建造している。

## 沿革
前身は1972年にロバート・クリフォードが設立した会社で、1977年にインターナショナル・カタマラン（インキャット）・タスマニア社が設立された。
1983年には造船技師・デザイナーのフィリップ・ハーカスが開発した波浪貫通型双胴船（Wave Piercing Catamaran（WPC）、商品名：ウェーブピアサー）「リトル・デビル」が建造された。
これは全長8.7 mの小型実験艇であったが、1985年には全長27 mの旅客船「スピリット・オブ・ヴィクトリア」が建造された。
1987年に建造された31 m型の「タシー・デビル2001」はその後のウェーブピアサーのプロトタイプとなり、1988年には37 m型が建造されたが、これらはまだ旅客のみを運ぶ旅客船であった。
また、1988年初めにはフィリップ・ハーカスがインキャットからスピンアウトし、設計会社インターナショナル・カタマラン（インキャット）・デザイン社を設立した。
1990年には旅客だけでなく乗用車も積載可能な74 m型カーフェリー「ホバースピード・グレートブリテン」を建造、同船はその高速性能で38年ぶりに商用船の速度記録を更新し、ブルーリボン賞を獲得した。
その後インキャットでは78 m型、81 m型、86 m型、91 m型、96 m型、98 m型、112 m型と更に大型化したウェーブピアサーのカーフェリーを建造しており、112 m型の「ナッチャンRera」「ナッチャンWorld」のように日本でも同社船が導入されている。
また、商用だけでなく、「ジョイント・ヴェンチャー」や「スウィフト」のように軍用の高速輸送艦としての運用例もある。

## 主な建造船

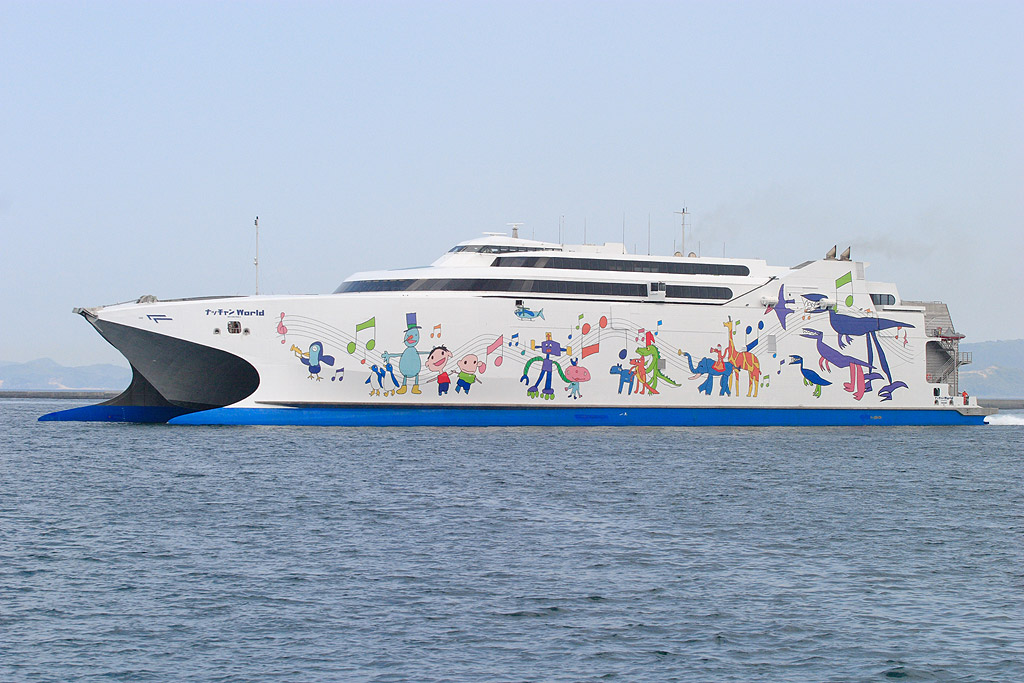
ナッチャンWorld

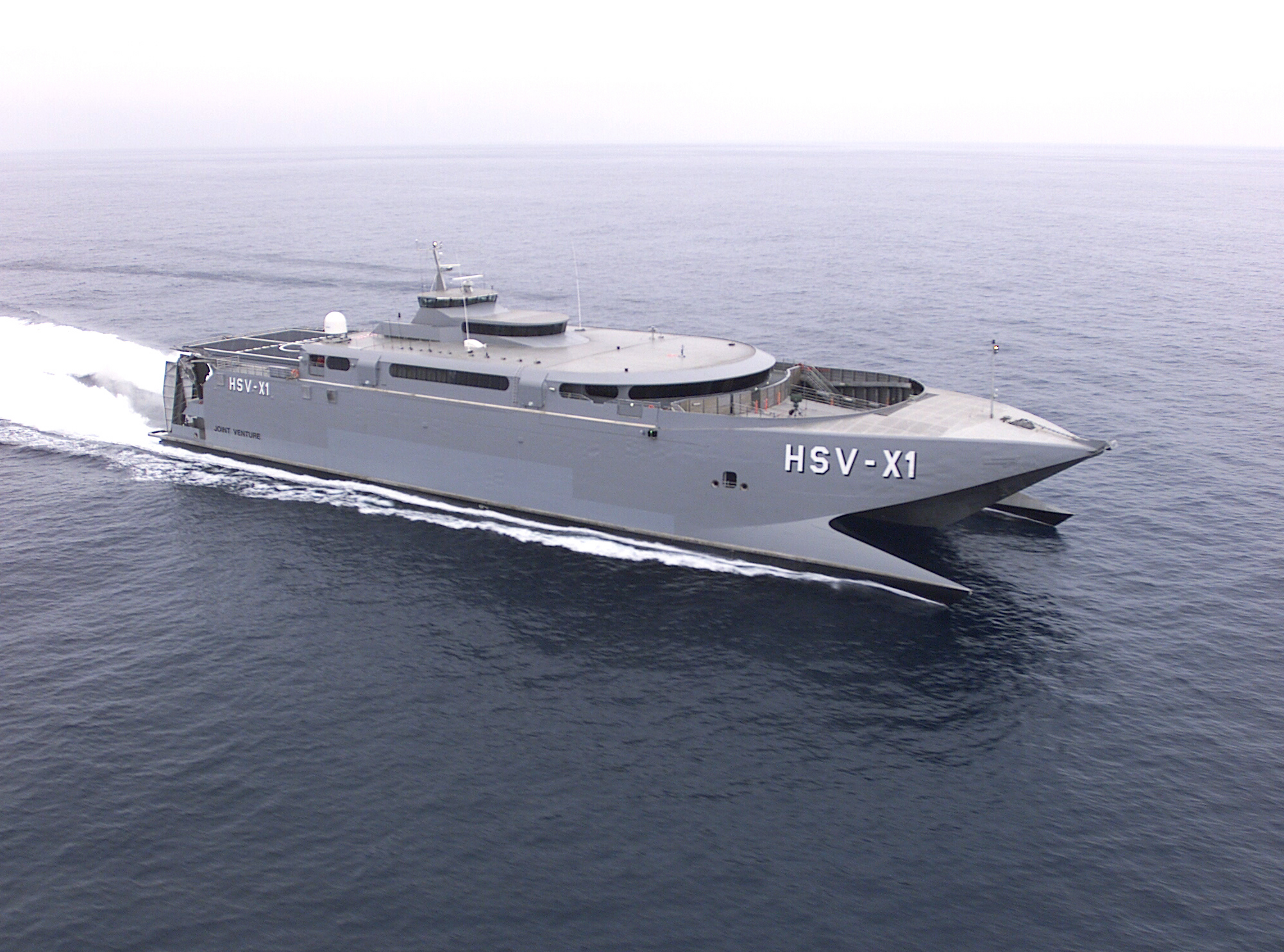
ジョイント・ヴェンチャー

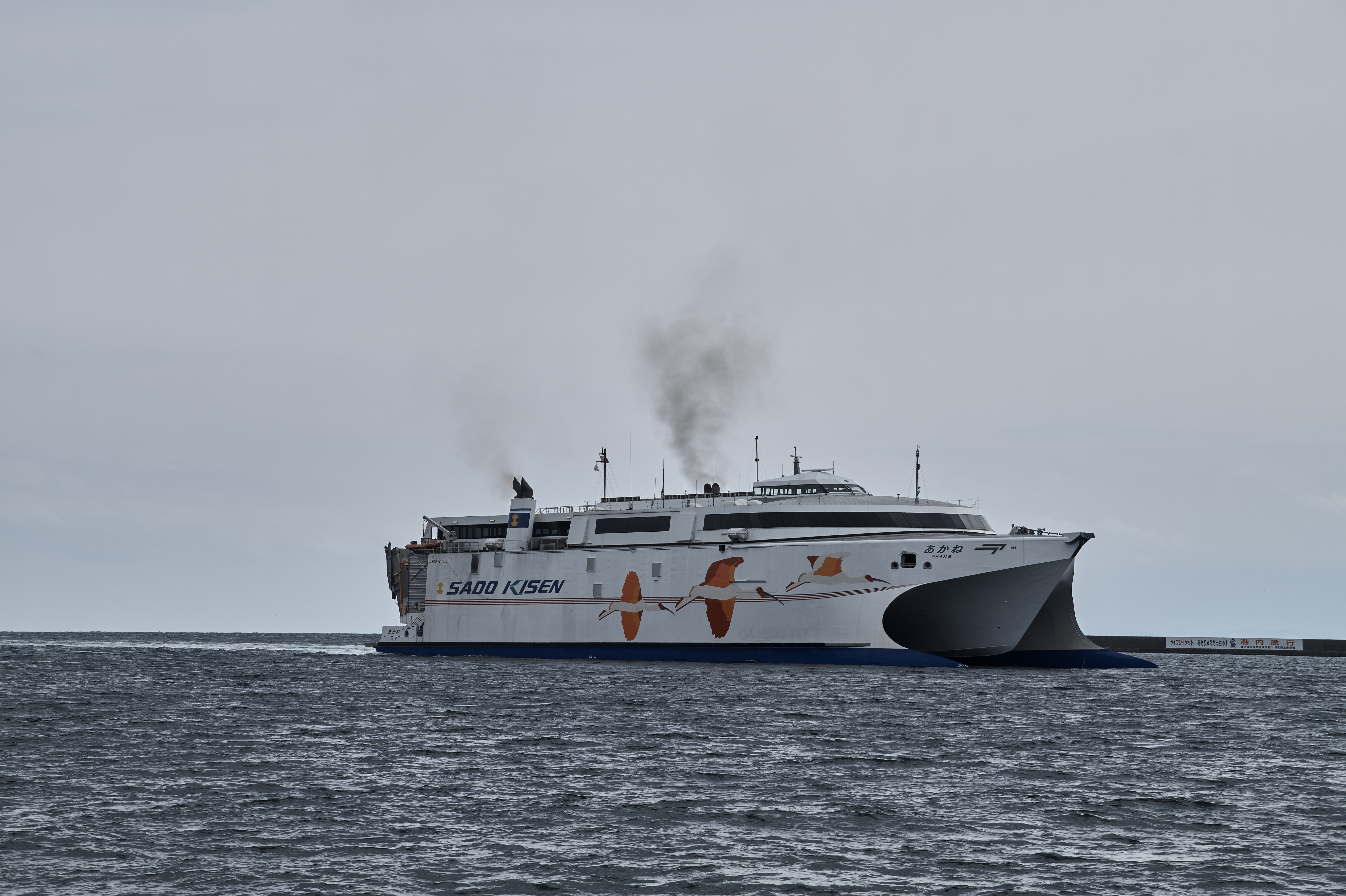
あかね

- 「ホバースピード・グレートブリテン」 - 74m型
- 「カタロニア」 - 91m型
- 「キャットリンク5」 - 91m型
- 「ジョイント・ヴェンチャー」 - 96m型
- 「スウィフト」 - 98m型
- 「ナッチャンRera」 - 112m型
- 「ナッチャンWorld」 - 112m型
- 「あかね」 - 85m型